# Згорња Драга
Згорња Драга (словен. Zgornja Draga) је насељено место у општини Иванчна Горица, Средњесловенска регија, Словенија.

## Историја
До територијалне реорганизације у Словенији била је у саставу старе општине Гросупље.

## Становништво
У попису становништва из 2011. године, Згорња Драга је имала 132 становника.
| Број становника према пописима | Број становника према пописима | Број становника према пописима |
| ------------------------------ | ------------------------------ | ------------------------------ |
| 1991                           | 2002                           | 2011                           |
| 125                            | 131                            | 132                            |

## Галерија
- табла за улаз у насеље
- железничка станица "Полжево"